# ジャンヂーラ
ジャンヂーラ（Jandira）は、ブラジル南東部のサンパウロ州にある都市で、州都サンパウロから西へ約13kmの近郊にあり、同市のメトロポリスを形成している。市内にはサンパウロ都市圏鉄道会社8号線が乗り入れている。

## 姉妹都市
- 亀岡市（京都府）＝1985年11月3日、姉妹都市提携。